# 내 남자의 순이
"내 남자의 순이"는 2010년에 개봉한 대한민국의 영화이며 박해미 (시어머니 세라 역)는 해당 영화에 앞서 "손톱"에  영화 속의 소영(심혜진 분)이 인테리어를 맡아 개점하게 된 대형 가구점 주인 역으로 잠깐 출연했다.

## 캐스팅
- 박해미 : 시어머니 세라 역
- 신이 : 며느리 라미 역
- 이태성 : 세라의 아들 광수 역
- 엄춘배 : 춘배파 보스 역
- 심원철 : 달광 역
- 정경호 : 흑싸리 역
- 김태수 : 똥광 역
- 한철우 : 비광 역
- 이주환 : 삼광 역
- 최영도 : 일광 역
- 안석천 : 주몽 역
- 김대영 : 면접조폭 역
- 홍현철 : 조 형사 역
- 김연수 : 피아노치는 여자 역
- 김재홍 : 샤워근육남 역
- 이시영
- 황민
- 황성재
- 이태검
- 지대한 (특별출연)
- 고윤후 : 강동건 역 (특별출연)